# Can Torras (Cabanelles)
Can Torras o Can Torresés una masia situada a escassa distància i al nord-oest del veïnat de Queixàs, al sud-oest del municipi de Cabanelles (l'Alt Empordà) al qual pertany.

## Arquitectura
Masia rehabilitada de planta més o menys rectangular, formada per la successió de cossos adossats en diferents èpoques. El conjunt s'acompanya amb l'era i una nau auxiliar destinada als usos agrícoles, que presenta diversos cossos adossats de construcció posterior. L'habitatge principal consta de tres volums adossats amb les cobertes d'una i tres vessants i distribuïts en planta baixa i pis o bé dos pisos. La façana principal, orientada a migdia, presenta el portal d'accés descentrat a l'extrem de llevant del parament. Aquesta part deixa la pedra vista. El portal és d'arc de mig punt adovellat, i al costat presenta un espiell a manera d'espitllera. Damunt del portal hi ha dues finestres rectangulars emmarcades amb carreus de pedra ben desbastats. La part de ponent del parament, completament arrebossada, presenta obertures rectangulars amb els emmarcaments arrebossats, a la planta baixa i al segon pis són finestres mentre que a la primera planta són finestres balconeres. La resta de façanes de la construcció combinen els paraments arrebossats amb la pedra vista, amb la majoria d'obertures reformades recentment.
La construcció és bastida amb pedra desbastada de mida mitjana, disposada regularment.

## Història
Segons el Pla Especial d'identificació i regulació de masies i cases rurals de l'ajuntament de Cabanelles Can Torras és una edificació del segle XVI amb ampliacions del segle xix del XX (segons el propietaris als anys 1837 i 1919). A la llinda, actualment utilitzada com a peu de taula, es pot apreciar la data de 1919, testimoni de l'any d'una de les reformes.